# Parasa semiochracea
Parasa semiochracea is een vlinder uit de familie slakrupsvlinders (Limacodidae). De wetenschappelijke naam van deze soort is voor het eerst geldig gepubliceerd in 1933 door Hering.
De soort komt voor in tropisch Afrika.